# Завадский, Ефим Дмитриевич
Ефим Дмитриевич Завадский (1 (13) апреля 1884, Золочев, Харьковская губерния — не ранее 1930) — офицер Русской императорской армии, впоследствии после революции — телеграфист Харьковского телеграфа, бухгалтер колхоза. Герой Первой мировой войны.

## Биография
Происходил из крестьян Харьковской губернии. Получил домашнее образование, после чего продолжил обучение на кадрового военного.
Военное образование получил в Чугуевском пехотном юнкерском училище, которое окончил по 1-му разряду, получив 6 (22) августа 1909 года звание подпоручика, после чего проходил службу в Русской императорской армии. Проходил службу в различных частях, в частности — в 41-м Сибирском стрелковом полку, к октябрю 1916 года имел звание штабс-капитана. Участвовал в Первой мировой войне.
После Октябрьской революции и Гражданской войны жил в своём родном городе Золочеве на территории Украинской ССР. Работал телеграфистом Харьковского центрального телеграфа. В 1927 году был арестован по обвинению в антисоветской деятельности, решение в деле отсутствует. 24 апреля 1929 года арестован вторично за связь с польским шпионом и определением коллегии ОГПУ от 18 января 1930 года был приговорён по статье 5410 уголовного кодекса Украинской ССР к лишению свободы сроком на 10 лет. Дальнейшая судьба неизвестна. Реабилитирован 7 июля 1989 года.

## Награды
- 20 апреля 1915 года — орден Святой Анны IV степени (Аннинское оружие)[4];
- 31 октября 1916 года — орден Святой Анны III степени[5];
- 07 ноября 1916 года — орден Святого Станислава II степени с мечами[3].

## Семья
Жена — Вставская Варвара Петровна, православная. Родилась ориентировочно в 1896 году в семье героя русско-японской войны Петра Кузьмича Вставского и была одной из девятерых детей (4 сестры и 4 брата). В 1916 году окончила медицинский факультет Императорского Томского Университета с присвоением звания зубного врача с отличием.